# Fred Sharp
Fred „Freddy“ Sharp (* 24. Juni 1922; † 14. Dezember 2005 in Sarasota, Florida) war ein US-amerikanischer Jazzmusiker (Gitarre).

## Leben und Wirken
Sharp wuchs Mitte der 1930er-Jahre im Cleveland Stadtteil Glenville auf; beeinflusst wurde er von einem Gitarrensolo von Dick Lurie, das er am heimischen Radiogerät hörte und ihn dazu bewog, Musiker zu werden. Nach erstem Unterricht bei Max Fischer, dem Mitarbeiter einer Musikalienhandlung, spielte er mit seinem Bruder Jackie für die Rundfunkstation WTAM. Ein Jahr hatte er dann Unterricht bei Jerry Stone, der ihm die Musik Django Reinhardts nahebrachte. Davon beeinflusst, trat Sharp mit 16 Jahren im Raum Cleveland auf. Zwei Jahre später arbeitete er in der Band von Clint Noble und Jack Horowitz, bevor er nach New York City zog. Sharp spielte in den 1940er-Jahren in den Swingbands von Red Norvo und Muggsy Spanier, mit denen auch Aufnahmen entstanden.
Als Sharp erneut in Cleveland spielte, wurde er von der Mutter des 15-jährigen Jim Hall gebeten, ihrem Sohn Gitarrenunterricht zu geben. Sharp konnte Hall davon überzeugen, neben den Gitarrenstunden die Schule zu beenden. In dieser Zeit spielte Sharp mit dem Pianisten Hank Kahout und dem Bassisten Walter Breeze im Chin’s Golden Dragon Restaurant, die dort im Wechsel mit dem Art Tatum Trio auftraten. Dort erhielt er die Möglichkeit, Mitglied des Adrian Rollini zu werden und wieder nach New York zu ziehen. Aufnahmen entstanden, als das Adrian-Rollini-Trio (mit Sharp und George Nida, Kontrabass) im Hickory House auftrat. Sharp tourte in den nächsten fünf Jahren mit Rollini; außerdem in Red Norvos Bigband. In den 1950er-Jahren kehrte Sharp nach Cleveland zurück und spielte als Teilzeitmusiker mit lokalen Bands. Im Hauptberuf arbeitete er als Rundfunktechniker; daneben betätigte er sich als bildender Künstler und als Autor. Als Sammler von Schallplatten von Django Reinhardt beteiligte er sich an der Diskografie, die Charles Delaunay für eine Reinhardt-Biographie zusammenstellte. Nachdem er sein Geschäft verkauft hatte, zog Sharp in späteren Jahren nach Sarasota, Florida. Dort trat er noch mit Musikern wie Bobby Rosengarden, Bob Haggart, Dick Hyman, Jerry Jerome und Al Klink auf. Sein Sohn Todd Sharp ist Rockgitarrist.